# Estudios Nietzsche
Estudios Nietzsche es una revista internacional de Filosofía dedicada a la investigación acerca de la obra y el pensamiento de Friedrich Nietzsche en España y Latinoamérica. Cubre en el ámbito hispano las publicaciones en torno al filósofo alemán, que en otros países cuentan con sus propias revistas especializadas. Tiene también como fin recoger los datos bibliográficos y textuales más recientes sobre la obra de Nietzsche.

## Historia
La revista fue fundada en el año 2001 como medio de expresión de la Sociedad española de estudios sobre Friedrich Nietzsche. En su primera época, Estudios Nietzsche se publicó en Málaga. A partir de su segunda época, iniciada con la publicación de su séptimo número, comenzó a publicarse en Madrid bajo el sello de la Editorial Trotta. Desde 2019, vuelve a ser editada por la Universidad de Málaga.